# Barris (Salvador)
O bairro dos Barris está localizado na região central de Salvador, e se notabiliza por ser próximo do centro tradicional da cidade, abrigando edifícios importantes como a Biblioteca Pública do Estado da Bahia e atraindo estudantes, aposentados e intelectuais, que movimentam a intensa rede de comércio e serviços locais, assim como sua proximidade com a Estação da Lapa gera um fluxo de pessoas e veículos intenso.
Estando implantado sobre uma colina a 40 metros do vale de mesmo nome - o Vale dos Barris - e a 97 metros de altitude, o bairro conta com instituições de ensino médio e fundamental, sede de sindicatos, conselhos de classe, instituições políticas, centros religiosos e de ensino, estabelecimentos para o público GLS e clínica.
Nos Barris, são encontradas construções de diversas épocas, do final do século XIX aos anos 30 e 50, assim como atuais. Alguns casarões, hoje abandonados, sofrem ameaça de desabamento por falta de interesse dos proprietários.

## Etimologia
Entre muitas versões, duas se destacam por serem as mais citadas em estudos históricos.[carece de fontes?]
A primeira diz que a nobreza habitava grandes chácaras e sobrados, porém não havia na cidade rede de esgotos, o que obrigava as famílias a terem em casa um barril para recolher os dejetos. Ao cair da noite, os escravos despejavam esses tonéis em um córrego próximo, que passou a ser conhecida como Vaza-barris. Daí, segundo uma das vertentes da lenda, surgiu o nome BARRIS.[carece de fontes?]
Outros, como o historiador Cid Teixeira, dizem que o uso de BARRIS se deve a fatos menos escatológicos, e se destinavam a recolher a água abundante que brotava dos ricos mananciais nas encostas do bairro, utilizando grandes vasilhames para isso. Conta ainda que, por esse excesso d’água, que existe até hoje no subsolo, o primeiro piso da Estação da Lapa está sempre úmido, prova de que é impossível “arrolhar” uma nascente.[carece de fontes?]

## História
No século XVII, o marquês de Barbacena, Felisberto Caldeira Brant Pontes de Oliveira Horta, fez ali sua residência, uma enorme chácara de fontes abundantes, e da divisão desse terreno por seus herdeiros deu-se o início da ocupação do sítio.[carece de fontes?]
No século XIX, instala-se ali o terreiro de candomblé Ilê Axé Oxumarê, e nesse mesmo tempo a nobreza baiana começa a ocupar a localidade, assim como imigrantes árabes, espanhóis e judeus, resultando em conflitos de convivência religiosa e econômica; os ricos não desejavam estar perto do local de culto dos escravos, enquanto os muçulmanos combatiam o fato de haver um centro de práticas infiéis. Então, deu-se a transferência do terreiro para onde até hoje se situa, na Avenida Vasco da Gama. A importância desse episódio é enorme na construção da identidade dos Barris, pois consolidou o uso residencial elitista e isolado que predominaria até meados da década de 1950 do século XX, sofrendo consequente alterações devido á expansão da própria cidade.[carece de fontes?]
A partir da década de 1930, o bairro passa por uma reestruturação, com novos loteamentos, ruas e praças, uma transformação das fachadas, se adequando ao estilo Art Deco, até então em moda, e a valorização da paisagem, com a colocação de árvores nos passeios que até hoje caracterizam o local, exclusivamente residencial, uma espécie de "caminho de árvores" da época, localizado no centro tradicional de Salvador, onde se vivia em relativa tranqüilidade, perto do trabalho e demais serviços que a cidade oferecia, servido por uma linha de bonde que passava na Rua do Salete e a General Labatut.[carece de fontes?]
Abílio César Borges fundou o Ginásio Baiano no local onde ficava a antiga casa de Felisberto Caldeira e o primeiro dos estabelecimentos de ensino da cidade. Na década de 1940, a cidade de Salvador sofre uma onda migratória vinda do interior do estado, e as invasões foram aparecendo lentamente em terrenos ociosos ou de risco. Nos Barris, surgiu a invasão da Roça do Lobo, alterando a estrutura do bairro até então isolado da cidade e seus problemas. Nos anos sessenta, a situação se agrava e acompanhando os noticiários da época, constata-se uma lenta, porém contínua, degradação do modo de viver local.[carece de fontes?]
…os desocupados se encarregaram de quebrar os bancos, estragaram as plantas e acabaram com a grama. Da fonte luminosa, resta apenas a instalação. Além disso, ninguém ousa permanecer naquele jardim as primeiras horas da tarde… os desocupados não permitem, pois acham que foi feita para dar expansão a sua deficiência moral e intelectual…— Trechos de reportagem do jornal A Tarde, datados de 12 de agosto de 1966.
Com a abertura das vias de vale e criação de novos bairros na década de 1970, a classe média e alta se desloca do eixo tradicional da cidade para o Vetor Norte, transformando aos poucos os casarões antigos em espaço de uso comercial, enquanto os moradores migram para outras localidades ou simplesmente se mudam para algum dos edifícios que começam a surgir, alterando a paisagem e a densidade populacional do bairro. O marco dessa transformação é a inauguração, em 5 de novembro de 1970, da Biblioteca Central dos Barris gerando um fluxo de pessoas que se intensifica, atraindo um comércio para atender essa demanda, como lanchonetes e copiadoras, piorando a questão dos transportes e estacionamento.[carece de fontes?]
Nessa mesma época, os bondes são substituídos na rua General Labatut, sendo o bairro agora servido de duas linhas que, pelo baixo uso, são desativadas com a construção da Estação da Lapa, em 1982, em resposta ao grande nó do sistema de tráfego e desorganização da rede de transporte de Salvador, e impactando em toda a região central.[carece de fontes?]
A construção do Shopping Piedade e o Center Lapa alguns anos mais tarde transforma mais ainda a vida dos Barris. Nos dias atuais, sofre com o trânsito, a falta de estacionamento, segurança e degradação do seu patrimônio histórico e arquitetônico. Em novembro de 2003, a SET efetua mudança no fluxo de veículos, e a falta de vagas para estacionamento principalmente no Shopping Lapa e nas faculdades, causa transtorno ao tráfego.[carece de fontes?]

## Demografia
Foi listado como um dos bairros mais perigosos de Salvador, segundo dados do Instituto Brasileiro de Geografia e Estatística (IBGE) e da Secretaria de Segurança Pública (SSP) divulgados no mapa da violência de bairro em bairro pelo jornal Correio em 2012. Ficou entre os mais violentos em consequência da taxa de homicídios para cada cem mil habitantes por ano (com referência da ONU) ter alcançado o nível mais negativo, com o indicativo de "mais que 90", sendo um dos piores bairros na lista.

## Pontos importantes
- Biblioteca Central dos Barris
- Fundação e Faculdade Visconde de Cairu
- Associação Baiana de Cegos
- Conselho Regional de Enfermagem
- Seicho No Ie
- Instituto Nossa Senhora da Assunção
- Conselho Regional dos Contabilistas
- Shopping Piedade